# 刘云山
刘云山（1947年7月—），山西省忻州市人，中国共产党、中华人民共和国政治人物，原正国级领导人。1966年9月参加工作，1971年4月加入中国共产党，中共中央党校本科（函授）毕业。曾任中共第十二、十四届中央候补委员，第十五至十八届中央委员，第十六至十八届中央政治局委员。第十八届中央政治局常务委员会委员（位列第五），第十六至十八届中共中央书记处书记；2002年至2012年十年间任中共中央宣传部部长。2013年1月至2017年兼任中央精神文明建设指导委员会主任和中共中央党校校长。

## 从政履历

### 内蒙古
刘云山1968年毕业于内蒙古自治区集宁师范学校，长期在内蒙古工作；上世纪六七十年代曾在内蒙古自治区土默特左旗把什乡担任学校教师，并在土默特右旗苏卜盖公社参加劳动，后担任中共土默特右旗旗委宣传部干事。
1975年，进入新华社内蒙古分社，历任农牧组记者、副组长、分社党组成员。1982年，调入共青团内蒙古自治区委员会，担任副书记、党组副书记。1984年，转任中共内蒙古自治区党委宣传部副部长。1985年9月，年仅38岁的刘云山在1985年中国共产党全国代表会议上被增选为中共中央候补委员。1986年升任中共内蒙古自治区党委常委、宣传部部长。1987年改任中共内蒙古自治区党委秘书长兼自治区直属机关工委书记。
1991年，出任中共赤峰市委书记，次年兼任内蒙古自治区党委副书记。

### 中宣部
1993年上调中共中央宣传部工作，任副部长，成为丁关根的副手；1997年兼任中共中央精神文明建设指导委员会办公室主任。
2002年10月24日起升任中宣部部长，自此刘云山执掌中宣部长达十年之久。同年11月15日，55岁的刘云山在中共十六届一中全会上当选中共中央政治局委员和中央书记处书记，成为党和国家领导人，他也是十六届中央政治局成员中最年轻者，同时他也成为宣传系统内部仅次于李长春的二号人物。2007年10月22日，刘云山在中共十七届一中全会上连任中共中央政治局委员和中央书记处书记。
2012年11月15日，65岁的刘云山在中共十八届一中全会上当选中共中央政治局常委（排名第五）和中共中央书记处书记（排名第一），成为正国级领导人，并在2013年1月分别接替李长春和习近平出任中央文明委主任以及中共中央党校校长，负责领导意识形态工作。而其中共中央宣传部部长一职由时任中共四川省委书记刘奇葆接任。
2017年10月25日，70岁的刘云山在中共十九届一中全会后卸任中共中央政治局常委、中央书记处书记、中央文明委主任的职务退休，由时任中共中央政策研究室主任王沪宁接任。

## 中宣部部长任内
- 2003年批准新京报在北京成立，为中国大陆首家获正式批准的跨地区联合办报试点，也是中国首家股份制结构的时政类报纸。新京报后被中宣部直属光明日报接管，2011年被划归北京市委宣传部管辖。
- 2003年南方报业《21世纪环球报道》“改版式”停刊。
- 2010年中共中宣部、中国国新办要求新闻跟帖必须登录，为全国的网络（包含BBS）推行实名制铺路。[2][3]

## 著作
- 《内蒙古改革与发展百题》1988 人民日报出版社
- 《沉思录》1990 内蒙古人民出版社
- 《未来十年的内蒙古》1991 人民日报出版社
- 《著名学者论“三个代表”重要思想》刘云山等，2001-08 人民出版社
- 《敖鲁古雅风情》2010-05 内蒙古人民出版社

讲话和报告
- 《在党的群众路线教育实践活动工作会议上的讲话》（2013年6月18日）
- 《在全国纪念毛泽东同志诞辰120周年学术研讨会上的讲话》（2013年12月30日）人民日报
- 《在全国纪念邓小平同志诞辰110周年学术研讨会上的讲话》（2014年8月21日）人民日报
- 《为完善全球经济治理贡献政党智慧和力量——在“2016中国共产党与世界对话会”上的主旨讲话》（2016年10月14日）
- 《在纪念全民族抗战爆发80周年仪式上的讲话》（2017年7月7日）

## 家庭
- 妻子：李素芳：曾任中国民用航空局直属机关党委副书记，已退休。
- 长子：刘乐飞，是中信产业基金的董事长兼首席执行官。此前，刘乐飞曾是中国人寿投资部总经理和首席投资官，现任中信产业基金的董事长兼首席执行官。中信产业基金由中信证券和中信集团创立，于2008年6月成立，首只代筹资金的是绵阳科技城基金，最终筹得97亿人民币。2014年3月，刘乐飞被任命为中信证券副董事长。[4]
- 长儿媳：賈麗青，是曾任國安部長、公安部長以及最高人民檢察院檢察長賈春旺的女兒。[5]
- 次子：刘乐亭

## 相关争议

### 指責其不學無術
原北京大学经济系教授，卡托研究所客座研究员夏業良於2009年在個人博客上發出公開信，指責中國主管意識形態的中宣部部長劉雲山「不學無術」，控制所有人文社科科學方面的研究課題指南和研究經費，並指責中共中央中宣部，「控制國民思想和阻礙學術自由」。前中共陝西省委副秘書長林牧指控以劉云山為首的中共中央宣傳部作惡多端。

### 肯定毛澤東思想
2012年9月，云南省16名中共老党员上书中央，要求免去刘云山中宣部部长职务，不得进入十八届常委班子。这些党员在信中指责刘云山领导的中宣部肯定毛泽东思想，比如2009年中宣部抛出“六个为什么”，全面肯定毛泽东对农业、手工业和私营工商业三大改造的功绩，以及刘云山在建党90周年庆典上搞“毛泽东思想万岁”宣传方阵。他们指称这些做法使毛派极左势力获得了话语权，阻止政治体制改革，导致公权力缺乏制衡，使党政腐败迅速蔓延。

### 其他
刘云山一直被认为是一位保守的左派人物。而政论作家高新认为，刘云山能在38岁入选中共12届中共中央候补委员，是得到时任中共总书记胡耀邦赏识的结果，而刘落选十三届中央候补委员才是薄一波导致的，后来刘云山跟着中宣部长丁关根才变得越来越左。

## 外部連結
- 刘云山-中国党政领导干部资料库 （页面存档备份，存于）
- 夏业良:致中宣部长刘云山的一封公开信 （页面存档备份，存于），博讯网
- 劉雲山簡歷 （页面存档备份，存于），新華網
- 刘云山活动报道集 （页面存档备份，存于），人民網

| 中国共产党职务                       | 中国共产党职务                                                  | 中国共产党职务             |
| ------------------------------------ | --------------------------------------------------------------- | -------------------------- |
| 前任： 李长春                        | 中央精神文明建设指导委员会主任 2012年11月—2017年11月            | 繼任： 王沪宁              |
| 前任： 习近平                        | 中国共产党中央书记处书记 （负责常务工作） 2012年11月—2017年10月 | 繼任： 王沪宁              |
| 前任： 习近平                        | 中共中央党校校长 2013年1月—2017年10月                           | 繼任： 陈希                |
| 前任： 丁关根                        | 中共中央宣传部部长 2002年10月15日—2012年11月21日                | 繼任： 刘奇葆              |
| 新頭銜                               | 中央精神文明建设指导委员会办公室主任 1997年4月—2002年11月       | 繼任： 胡振民              |
| 前任： 宋志民                        | 中国共产党赤峰市委员会书记 1991年10月—1993年4月                 | 繼任： 许久勋              |
| 前任： 田聰明                        | 中国共产党内蒙古自治区委员会秘书长 1987年1月—1991年10月         | 繼任： 宋志民              |
| 前任： 乌 恩                         | 中国共产党内蒙古自治区委员会宣传部部长 1986年1月—1987年1月      | 繼任： 乌云其木格          |
| 中华人民共和国党和国家领导人排名順序 |                                                                 |                            |
| 前任： 俞正声 （位列第四）           | 第18届中共中央政治局常委 （位列第五）                           | 繼任： 王岐山 （位列第六） |